# Vlaško Polje
Vlaško Polje (cyr. Влашко Поље) – wieś w Serbii, w okręgu zajeczarskim, w gminie Knjaževac. W 2011 roku liczyła 114 mieszkańców.